# کمیته منتخب امور اطلاعاتی مجلس سنای آمریکا
کمیته منتخب امور اطلاعاتی مجلس سنای آمریکا (انگلیسی: United States Senate Select Committee on Intelligence) (که گاهی به عنوان کمیته اطلاعاتی یا SSCI شناخته می‌شود) به نظارت بر جامعه اطلاعاتی ایالات متحده — سازمان‌ها و دفاتر دولت فدرال ایالات متحده که اطلاعات و تجزیه و تحلیل را برای رهبران قوه مجریه و مقننه ایالات متحده فراهم می‌کنند — اختصاص دارد. این کمیته در سال ۱۹۷۶ و توسط نود و چهارمین کنگره ایجاد شد.
این کمیته به این دلیل که عضویت در آن موقت است و بین اعضای مجلس سنا چرخش می‌کند، «منتخب» نام گرفته است. این کمیته متشکل از ۱۵ عضو است. ۸ کرسی آن متعلق به یک عضو حزب اکثریت و یک عضو حزب اقلیت کمیته‌های زیر است: کمیته تخصیص اعتبارات، کمیته نیروهای مسلح، کمیته روابط خارجی و کمیته قضایی. از ۷ کرسی باقی‌مانده، ۴ کرسی متعلق به حزب اکثریت و ۳ کرسی متعلق به حزب اقلیت است. به علاوه، رهبر اکثریت و اقلیت مجلس سنا نیز به واسطه سمت خود، اعضای بدون حق رای هستند.
کمیته به عنوان بخشی از مسئولیت‌های نظارتی خود، بررسی سالانه بودجه اطلاعاتی ارائه شده توسط رئیس‌جمهور را انجام می‌دهد و قوانینی را تهیه می‌کند که تخصیص اعتبارات لازم را برای سازمان‌ها و ادارات مختلف غیرنظامی و نظامی تشکیل‌دهنده جامعه اطلاعاتی را ممکن می‌کند. این نهادها شامل دفتر اداره‌کننده اطلاعات ملی، آژانس مرکزی اطلاعات، آژانس اطلاعات دفاعی، آژانس امنیت ملی، آژانس ملی اطلاعات مکانی، دفتر ملی شناسایی، و همچنین اجزای مرتبط با اطلاعات وزارت امور خارجه، اداره تحقیقات فدرال، وزارت خزانه‌داری، و وزارت انرژی هستند.
این کمیته توصیه‌هایی به کمیته نیروهای مسلح سنا در مورد مجوزهای مربوط به اجزای اطلاعاتی نیروی زمینی ایالات متحده، نیروی دریایی ایالات متحده، نیروی هوایی ایالات متحده و سپاه تفنگداران دریایی ایالات متحده ارائه می‌دهد. کمیته همچنین تحقیقات، ممیزی و بازرسی‌های دوره ای از فعالیت‌ها و برنامه‌های اطلاعاتی را انجام می‌دهد.

## اعضا، کنگره صد و هجدهم: ۳ ژانویه ۲۰۲۳ – ۳ ژانویه ۲۰۲۵
| اکثریت | اقلیت |
| --- | --- |
| - مارک وارنر، ویرجینیا، رئیس - داین فاینستاین، کالیفرنیا (تا ۲۹ سپتامبر ۲۰۲۳) - ران وایدن، اورگان - مارتین هاینریک، نیومکزیکو - آنگوس کینگ، مین - مایکل بنت، کلرادو - باب کیسی جونیور، پنسیلوانیا - کرستن جیلیبرند، نیویورک - جان آساف، جورجیا - مارک کلی، آریزونا (از ۱۷ اکتبر ۲۰۲۳) | - مارکو روبیو، فلوریدا، معاون رئیس - جیم ریش، آیداهو - سوزان کالینز، مین - تام کاتن، آرکانزاس - جان کورنین، تگزاس - جری مورن، کانزاس - جیمز لنکفرد، اوکلاهوما - مایک راوندز، داکوتای جنوبی |
| به واسطه سمت | |
| - جک رید، رود آیلند - چاک شومر، نیویورک | - راجر ویکر، میسیسیپی - میچ مکانل، کنتاکی |

## روسا
| Nº | رئیس | رئیس               | حزب | حزب        | ایالت           | دوره         |
| -- | ---- | ------------------ | --- | ---------- | --------------- | ------------ |
| ۱  |      | دانیل اینوی        |     | دموکرات    | هاوایی          | ۱۹۷۶–۱۹۷۹    |
| ۲  |      | برچ بای            |     | دموکرات    | ایندیانا        | ۱۹۷۹–۱۹۸۱    |
| ۳  |      | بری گلدواتر        |     | جمهوری‌خواه | آریزونا         | ۱۹۸۱–۱۹۸۵    |
| ۴  |      | دیوید دورنبرگر     |     | جمهوری‌خواه | مینه‌سوتا        | ۱۹۸۵–۱۹۸۷    |
| ۵  |      | دیوید ال. بورن     |     | دموکرات    | اوکلاهوما       | ۱۹۸۷–۱۹۹۳    |
| ۶  |      | دنیس دکونیچی       |     | دموکرات    | آریزونا         | ۱۹۹۳–۱۹۹۵    |
| ۷  |      | آرلن اسپکتر        |     | جمهوری‌خواه | پنسیلوانیا      | ۱۹۹۵–۱۹۹۷    |
| ۸  |      | ریچارد شلبی        |     | جمهوری‌خواه | آلاباما         | ۱۹۹۷–۲۰۰۱    |
| ۹  |      | باب گراهام         |     | دموکرات    | فلوریدا         | ۲۰۰۱         |
| ۱۰ |      | ریچارد شلبی        |     | جمهوری‌خواه | آلاباما         | ۲۰۰۱         |
| ۱۱ |      | باب گراهام         |     | دموکرات    | فلوریدا         | ۲۰۰۱–۲۰۰۳    |
| ۱۲ |      | پت رابرتس          |     | جمهوری‌خواه | کانزاس          | ۲۰۰۳–۲۰۰۷    |
| ۱۳ |      | جی راکفلر          |     | دموکرات    | ویرجینیای غربی  | ۲۰۰۷–۲۰۰۹    |
| ۱۴ |      | داین فاینستاین     |     | دموکرات    | کالیفرنیا       | ۲۰۰۹–۲۰۱۵    |
| ۱۵ |      | ریچارد بر          |     | جمهوری‌خواه | کارولینای شمالی | ۲۰۱۵–۲۰۲۰    |
| ۱۶ |      | مارکو روبیو سرپرست |     | جمهوری‌خواه | فلوریدا         | ۲۰۲۰–۲۰۲۱    |
| ۱۷ |      | مارک وارنر         |     | دموکرات    | ویرجینیا        | ۲۰۲۱–تا کنون |